# 畢氏音程
畢氏音程（英語：Pythagorean interval）是一個音樂理論，由著名的古希臘哲學家畢達哥拉斯所提倡的，這理論為日後西方音樂學，特別是解釋音程時提供了非常清晰的介定。
畢氏音程的基本原則是，凡由兩個不同音高的音所構成的音程，它們的頻率關係必然是3的次方除以2的次方（{\displaystyle {\frac {3^{n}}{2^{m}}}}），或是2的次方除以3的次方（{\displaystyle {\frac {2^{n}}{3^{m}}}}），當中m和n皆為正整數。
以純音程為例，純四度的頻率關係是{\displaystyle {\frac {2^{2}}{3^{1}}}}，即4:3；純五度為{\displaystyle {\frac {3^{1}}{2^{1}}}}，即3:2；至於純八度則是{\displaystyle {\frac {2^{1}}{3^{0}}}}，也就是2:1。

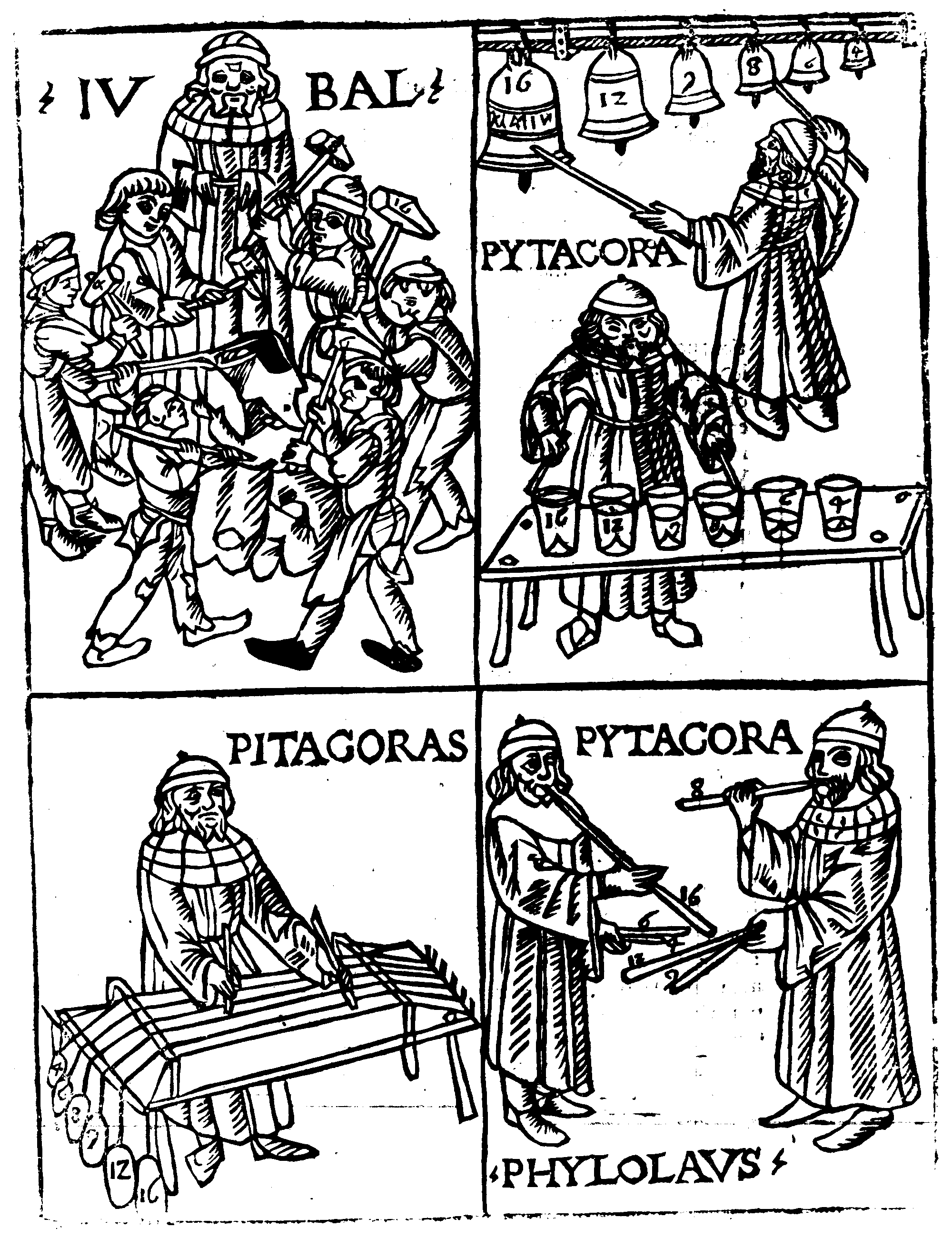
中世紀畢氏音程木刻畫，在圖中顯示畢達哥拉斯正在使用鐘與其他樂器。

由以上的純音程，通過特定的計算方法，便可以把一個八度包含的全部音符都找出來，而且由任何兩個音所組成的音程，它們的頻率關係仍然保持著{\displaystyle 2^{n}:3^{m}}或{\displaystyle 3^{n}:2^{m}}。這種調音的方法，亦稱作畢氏調律（Pythagorean tuning）。由畢氏調律所調出來的音階，和現時常用的十二平均律音階有一點差別。以大調為例，畢氏調律的大調，第3、6、7音的頻率稍為高一點。

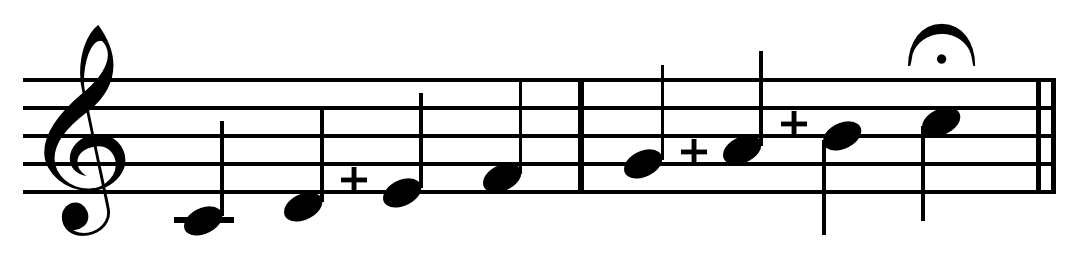
以畢氏調律所調出的C調自然音階.

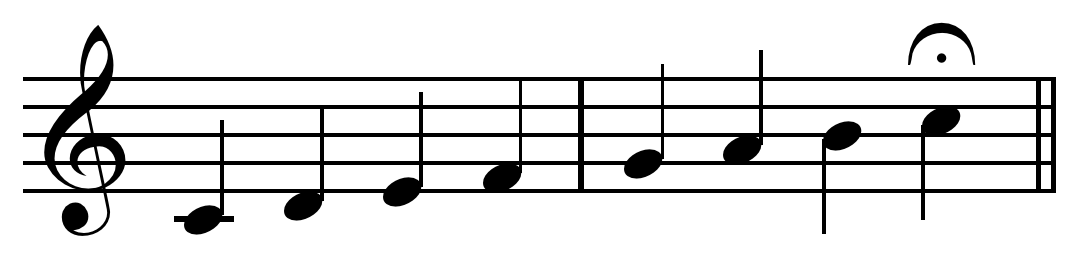
C調自然音階
以十二平均率調出 以純率調出

## 外部連結
- Margo Schulter, Margo (1998). Pythagorean Tuning and Medieval Polyphony （页面存档备份，存于）
- Pythagorean Intervals （页面存档备份，存于）
- PYTHAGOREAN SCALE （页面存档备份，存于）